# Département de Chacabuco (Chaco)
Pour les articles homonymes, voir Chacabuco.
Le département de Chacabuco est une des 25 subdivisions de la province du Chaco, en Argentine. Son chef-lieu est la ville de Charata.
Le département a une superficie de 2 135 km2. Sa population s'élevait à 14 252 habitants au recensement de 2001.

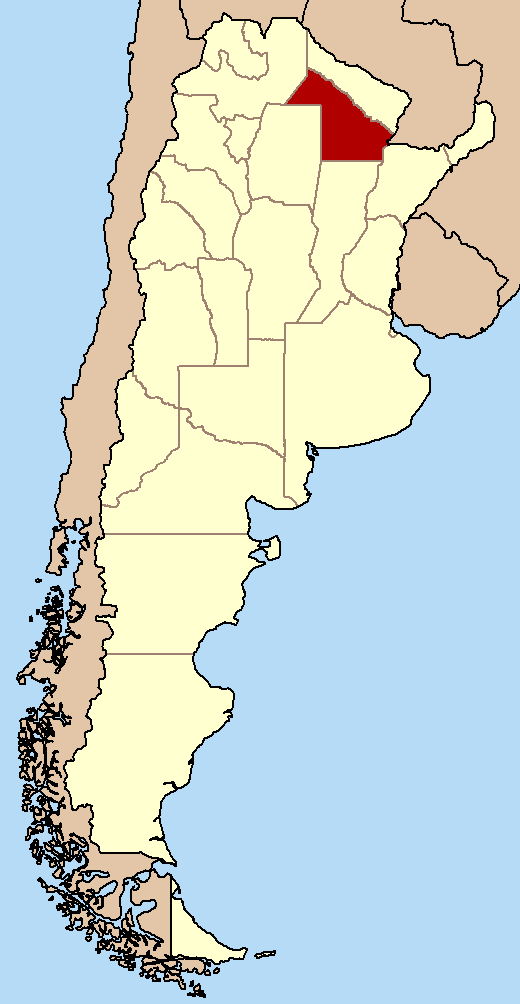
Localisation de la province du Chaco en Argentine.